# Jean-Siffrein Maury

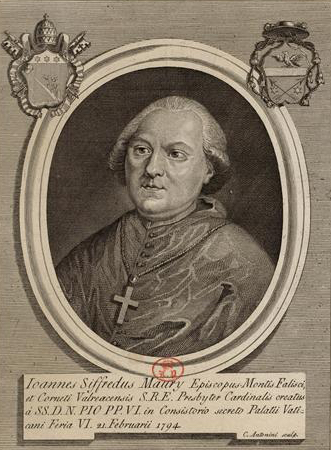
Jean-Siffrein Kardinal Maury (um 1800)

Kardinalswappen

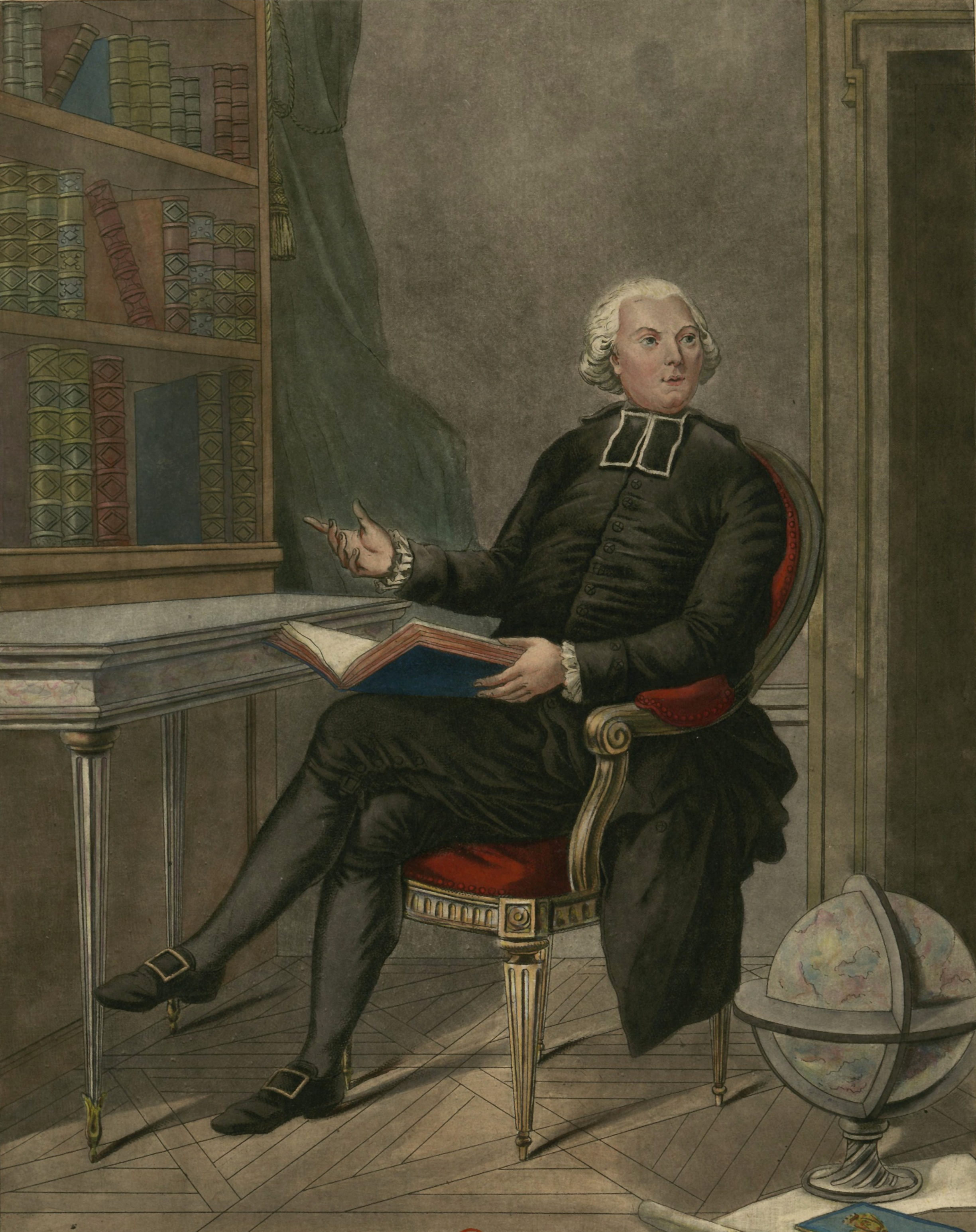
Jean-Siffrein Maury im Jahr 1789

Jean-Siffrein Maury (* 26. Juni 1746 in Valréas (Département Vaucluse, früher Comtat Venaissin); † 11. Mai 1817 in Rom) war ein französischer Geistlicher und Diplomat. Der Gegner der Französischen Revolution wurde 1794 von Papst Pius VI. zum Bischof von Montefiascone und zum Kardinal ernannt. Er wechselte 1806 auf die Seite Napoleons und wurde von diesem 1810 zum Erzbischof von Paris berufen.

## Leben
Er stammte aus der Familie eines Schuhmachers, die nach der Aufhebung des Ediktes von Nantes dem Protestantismus abschwor und sich der römisch-katholischen Kirche zuwandte. Der sprachgewandte junge Mann studierte Theologie im Seminar Saint-Charles in Avignon und begab sich 1765 nach Paris, wo er sich mit seinen brillant verfassten Nachrufen auf den Dauphin Louis Ferdinand († 20. Dezember 1765) und auf den ehemaligen polnischen König Stanislaus Leszczynski († 23. Februar 1766) erste Verdienste erwarb. Er empfing 1769 die Priesterweihe und wurde 1771 zum Generalvikar der Diözese Lombez in der Gascogne ernannt. Bekannt wurde Jean-Siffrein Maury vor allem aufgrund seiner geistreichen Reden, die er über berühmte Persönlichkeiten vor der Académie française hielt, wie die 1772 im Louvre vorgetragene Eloge auf den französischen König Ludwig den Heiligen, die ihm viel Beifall des Publikums und die Pfründe einer Abtei einbrachte. 1785 erfolgte die Aufnahme des Abbés in die Académie française und im Frühjahr 1789 wählte ihn der Klerus des Wahlbezirks Péronne zum Abgeordneten der Generalstände.
Maury widersetzte sich vergebens der Vereinigung der drei Stände zur Nationalversammlung. Er zählte mit Jacques Antoine Marie de Cazalès (1758–1805) und André Boniface Louis Riquetti de Mirabeau (1754–1792), dem jüngeren Bruder Mirabeaus, in der Konstituante zu den gegenrevolutionären „Schwarzen“. Der glänzende Redner und Anhänger eines aufgeklärten Absolutismus stand für die Vorrechte der Krone, der Geistlichkeit und des Adels ein und befürwortete die Bewahrung der sozialen Rangordnung des Ancien Régime. Des Weiteren lehnte der konsequente Verfechter des Königtums Ludwigs XVI. die Zivilverfassung des Klerus und den Verkauf der Nationalgüter ab.
Nach der Ratifizierung der Verfassung des 3. September 1791 emigrierte Maury über Brüssel nach Koblenz und schloss sich dort den Royalisten an. Der königstreue Abbé begab sich Anfang 1792 nach Rom, wo er für die Interessen des Grafen de Provence, des späteren Ludwig XVIII., eintrat. Papst Pius VI. ernannte Maury im April 1792 zum Titularbischof von Nicaea und entsandte ihn dann als Vertreter des Heiligen Stuhles zur Kaiserkrönung Franz II. nach Frankfurt am Main. 1794 erfolgte die Ernennung des päpstlichen Legaten zum Bischof von Montefiascone sowie seine Erhebung zum Kardinal und die Verleihung der Titelkirche Santissima Trinità al Monte Pincio. Nach der Einnahme Roms durch französische Truppen (1798) musste Kardinal Maury über Venedig nach Sankt Petersburg flüchten. Jedoch kehrte er im Jahr 1799 mit der Vollmacht der französischen Bourbonen nach Italien zurück, wo er in Venedig am Konklave 1799–1800 teilnahm, aus dem Pius VII. als neuer Papst hervorging. Anschließend lebte Maury zunächst wieder in Rom.
Kardinal Maury erkannte nach der am 2. Dezember 1804 erfolgten kirchlichen Salbung und Krönung Napoleons dessen Regime an. 1806 ernannte der Graf de Provence Maury zum Botschafter seines Hofes am Vatikan. Der Kardinal verzichtete jedoch auf diese Ehrung und kehrte im gleichen Jahr nach Frankreich zurück. Er wechselte in das politische Lager Napoleons und half diesem 1809 bei dessen Scheidung von Joséphine. Im Gegenzug bestimmte der Kaiser 1808 Maury zum Verwalter der Erzdiözese Paris und erhob ihn – ungeachtet des Widerstandes von Papst Pius VII. – zwei Jahre später zum Erzbischof von Paris.
Infolge der Restauration der Bourbonenherrschaft (1814) musste Kardinal Maury Frankreich verlassen. Er begab sich erneut nach Rom, wo ihn Papst Pius VII. für sechs Monate in der Engelsburg einkerkern ließ. Nach dem erzwungenen Verzicht auf das Bistum Montefiascone verbrachte Jean-Siffrein Maury seine letzten Tage als kranker und gebrochener Mann im römischen Kloster San Silvestro. Dort starb er am 11. Mai 1817.

## Bibliographie
- 1766 – Eloge de très-haute, très-puissant et très-exellen prince Stanislas le Bienfaisant, roi de l'Pologne, duc de Lorraine et de Bar. A Paris, chez Antoine Desventes  de la Doué
- 1767 – Éloge de Charles V, roi de France, surnommé le sage. A Paris; chez la veuve Duchsne
- 1771 – Eloge de François de Salignac de La Motte-Fénelon, archevéque-duc de Cambray, précepteur des enfants de France. Paris, Chez la veuve Regnard & Demonville
- 1772 – Panégyrique de Saint Louis. Roi de France. A Paris: Chez Le Jay
- 1790 – Opinion de M. l'abbé Maury, député de Picardie, sur la Constitution civile du Clergé
- 1791 – Esprit, pensées et maximes de m. l'abbé Maury, député a l'Assemblée Nationale. A Paris, chez Cuchet
- 1791 – Opinion de M. l'abbé Maury, député de Picardie, sur l'hotel des Invalides. A Paris, Au Bureau de l'Ami du Roi
- 1794 – Lettre pastorale de son eminence monseigneur le cardinal Maury
- 1814 – Naauwkeurig verhaal der vervoering van Paus Pius VII, op last van Buonaparte, der oorzaken van deze vervoering, der mishandelingen en vervolgingen, welke Zijne Heiligheid zoo wel op zijne reize naar, als gedurende zijn verblijf in Frankrijk geleden heeft, en zijner wederkomst in zijne staten. Met eenen brief van Z.H. aan den kardinaal Maury. Te Deventer, bij J.W. Robijns
- 1828 – Essai sur l'éloquence de la chaire, panégyriques, éloges et discours. Tome premier; Tome second; Tome troisieme. La Haye, chez J.-W. ten Hagen
- 1891 – Correspondance diplomatique et mémoires inédits du cardinal Maury (1792–1817). (Tome premier); Tome second. Lille: Desclée, De Brouwer & cie